# Smokies du Tennessee
Les Smokies du Tennessee (en anglais : Tennessee Smokies) sont un club américain de baseball fondé en 2000 et situé à Kodak (Tennessee). Les Barons sont affiliés (niveau AA) aux Cubs de Chicago depuis 2007 après avoir été affilié aux Blue Jays de Toronto de 2000 à 2002, les Cardinals de Saint-Louis de 2003 à 2004, puis aux Diamondbacks de l'Arizona de 2005 à 2006. Ils jouent dans la division nord de la Southern League.

## Histoire
La franchise est créée en 1999 et commence ses activités sportives en 2000. Les Smokies remportent leur seul titre en 2004 en écartant en finale de division Chattanooga par trois victoires à une. La finale contre Mobile est annulée en raison du passage de l'ouragan Ivan ; Les deux formations finalistes se partagent le titre.
Côté affluences, les Smokies ont attiré 258 121 spectateurs lors de leurs matches à domicile en 2007 soit une moyenne de 3740 spectateurs par match.

## Palmarès
- Champion de la Southern League : 2004